# Macropsella complicata
Macropsella complicata är en insektsart som beskrevs av Hamilton 1980. Macropsella complicata ingår i släktet Macropsella och familjen dvärgstritar. Inga underarter finns listade i Catalogue of Life.